# Marcin Jałocha
Marcin Stanisław Jałocha (ur. 17 marca 1971 w Krakowie) – polski piłkarz grający na pozycji obrońcy, reprezentant Polski, trener. Bratanek piłkarza Jana Jałochy.

## Kariera piłkarska
Karierę rozpoczynał w sezonie 1986/87 występując w zespole Wisły Kraków. Potem grał w Legii Warszawa, KSV Waregem, Polonii Warszawa, Ceramice Opoczno i Hutniku Kraków. Przed sezonem 2002/03 przeniósł się do Proszowianki Proszowice. Z reprezentacją Polski zdobył wicemistrzostwo olimpijskie w Barcelonie 1992. Ponadto jest dwukrotnym mistrzem Polski (1994 i 1995), dwukrotnym zdobywcą Pucharu Polski (1994 i 1997) i zwycięzcą Superpucharu Polski (1995) z Legią Warszawa. Z Polonią w 1998 zdobył wicemistrzostwo. Karierę zawodniczą zakończył w 2002, po rozegraniu dwunastu spotkań w barwach Proszowianki.

## Kariera trenerska
W latach 2003–2005 pracował jako trener młodzieży w Wiśle Kraków. Zdobył wówczas m.in. mistrzostwo miasta Krakowa. Następnie w lipcu 2005 otrzymał nominację na stanowisko trenera rezerw Wisły. Nie był to udany okres dla Jałochy - został zwolniony już we wrześniu 2005 i powrócił do pracy z młodzieżą. Na wiosnę 2006 został szkoleniowcem Wróblowianki Wróblowice i awansował z tą drużyną do powstałej po reorganizacji V ligi. Po skończonym sezonie zmienił pracę - w lipcu 2006 stał się trenerem LKS Bruk-Bet Nieciecza, grającego wówczas w V lidze. Przez cztery kolejne sezony drużyna trenera Jałochy kolekcjonowała awanse i w sezonie 2010/11 awansowała na zaplecze ekstraklasy, co było wówczas największym sukcesem w historii tej drużyny.
Do czerwca 2012 był trenerem Resovii, od 14 października 2013 trenerem Radomiaka Radom, a od 17 czerwca 2014 trenerem Wisły Puławy, z której został zwolniony już 28 sierpnia tego samego roku. Od grudnia 2017 do grudnia 2019 prowadził zespół Orła Piaski Wielkie w IV lidze małopolskiej (gr. zachód). 6 lipca 2020 wraz z Piotrem Świerczewskim został trenerem I-ligowej Sandecji Nowy Sącz.

## Reprezentacja Polski
| l.p. | Data                 | Miejsce                | Przeciwnik       | Rezultat | Rozgrywki       | Grał   | Uwagi        |
| ---- | -------------------- | ---------------------- | ---------------- | -------- | --------------- | ------ | ------------ |
| 1.   | 9 września 1992      | Mielec                 | Izrael           | 1-1      | towarzyski      | od 76' |              |
| 2.   | 18 listopada 1992    | Iława                  | Łotwa            | 1-0      | towarzyski      | 90'    |              |
| 3.   | 26 listopada 1992    | Buenos Aires           | Argentyna        | 0-2      | towarzyski      | 90'    |              |
| 4.   | 29 listopada 1992    | Montevideo             | Urugwaj          | 1-0      | towarzyski      | do 59' |              |
| 5.   | 3 lutego 1993        | Ramat Gan              | Izrael           | 0-0      | towarzyski      | do 79' |              |
| 6.   | 17 marca 1993        | Ribeirão Preto         | Brazylia         | 2-2      | towarzyski      | do 59' |              |
| 7.   | 31 marca 1993        | Brzeszcze              | Litwa            | 1-1      | towarzyski      | 90'    | Żółta kartka |
| 8.   | 13 kwietnia 1993     | Radom                  | Finlandia        | 2-1      | towarzyski      | do 45' |              |
| 9.   | 29 maja 1993         | Chorzów                | Anglia           | 1-1      | elim. MŚ 1994   | od 84' |              |
| 10.  | 27 października 1993 | Stambuł                | Turcja           | 1-2      | elim. MŚ 1994   | 90'    |              |
| 11.  | 17 listopada 1993    | Poznań                 | Holandia         | 1-3      | elim. MŚ 1994   | do 77' |              |
| 12.  | 9 lutego 1994        | Santa Cruz de Tenerife | Hiszpania        | 1-1      | towarzyski      | do 71' |              |
| 13.  | 23 marca 1994        | Saloniki               | Grecja           | 0-0      | towarzyski      | 90'    |              |
| 14.  | 13 kwietnia 1994     | Cannes                 | Arabia Saudyjska | 1-0      | towarzyski      | 90'    |              |
| 15.  | 4 maja 1994          | Kraków                 | Węgry            | 3-2      | towarzyski      | 90'    | Gol          |
| 16.  | 17 maja 1994         | Katowice               | Austria          | 3-4      | towarzyski      | 90'    |              |
| 17.  | 17 sierpnia 1994     | Radom                  | Białoruś         | 1-1      | towarzyski      | do 45' |              |
| 18.  | 4 września 1994      | Ramat Gan              | Izrael           | 1-2      | elim. Euro 1996 | do 45' |              |